# Hanko (2005)
Hanko (82) – fiński kuter rakietowy z początku XXI wieku, jedna z czterech jednostek typu Hamina. Okręt został zwodowany w 2005 roku w stoczni Finnyards w Rauma, a do służby w Fińskiej Marynarce Wojennej wszedł 22 czerwca 2005 roku. Jednostka nadal znajduje się w składzie floty i ma status operacyjny (stan na 2019 rok).

## Projekt i budowa
Prace projektowe nad kutrami rakietowymi 4. generacji rozpoczęto w Finlandii tuż po zakończeniu budowy okrętów typu Rauma. Nowa konstrukcja (pod oznaczeniem PV 50) była rozwinięciem poprzedniego projektu, powielając większość systemów (wielkość, uzbrojenie, napęd i wyposażenie) z niewielkimi modyfikacjami. Priorytetem konstruktorów była redukcja wartości pól fizycznych okrętu, co zaowocowało zastosowaniem nowej nadbudówki. Początkowo planowano budowę jedynie dwóch jednostek, jednak po anulowaniu programu budowy poduszkowców rakietowych typu NB-432 zamówienie powiększono o dwa kolejne okręty.
„Hanko” został zamówiony w stoczni Finnyards w Rauma 3 grudnia 2003 roku jako trzeci okręt typu Hamina, a umowa opiewała na 19,6 mln euro (bez uzbrojenia i wyposażenia elektronicznego). Stępkę okrętu położono w 2004 roku, a zwodowany został w 2005 roku .

## Dane taktyczno-techniczne

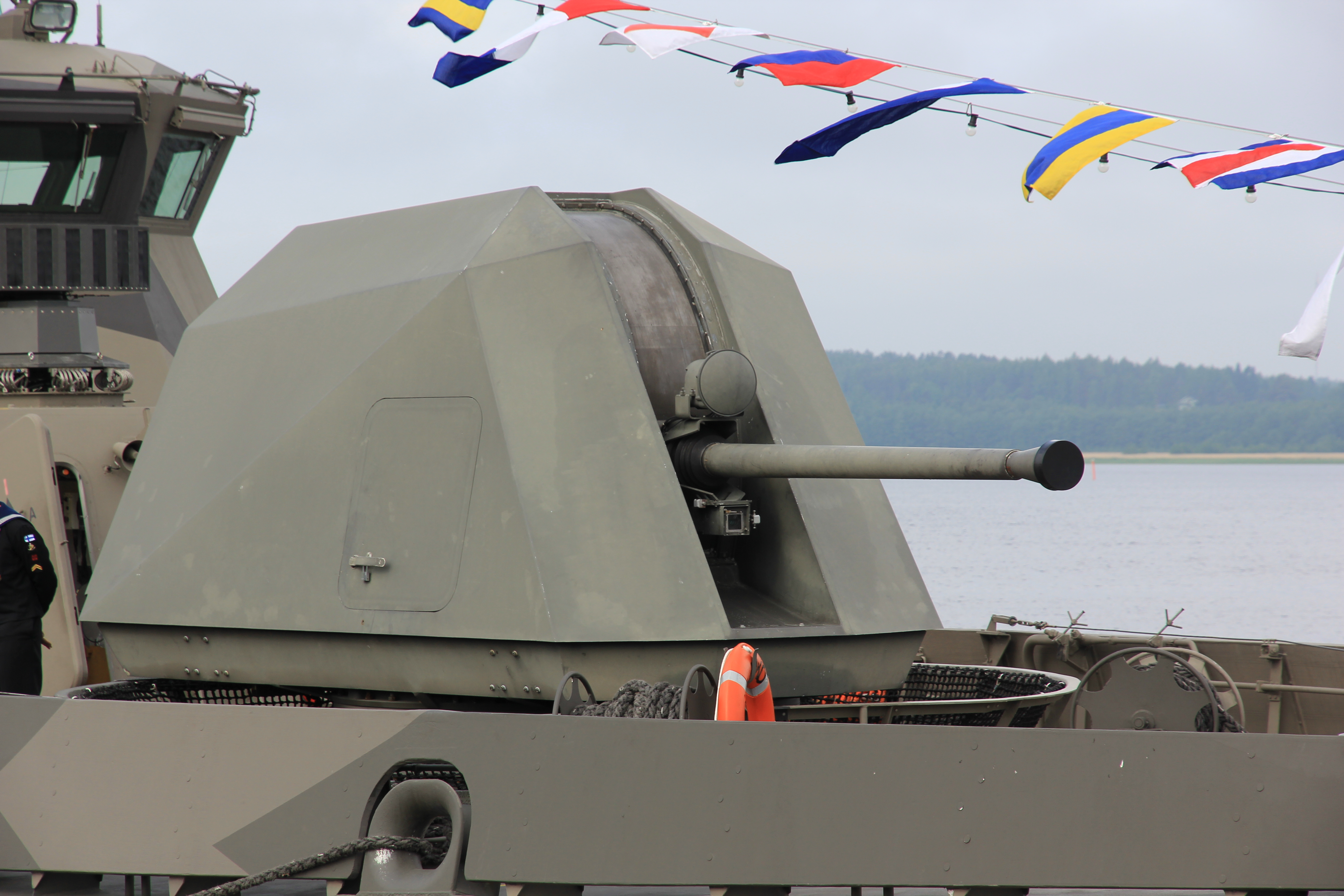
Armata Bofors kal. 57 mm na dziobie okrętu.

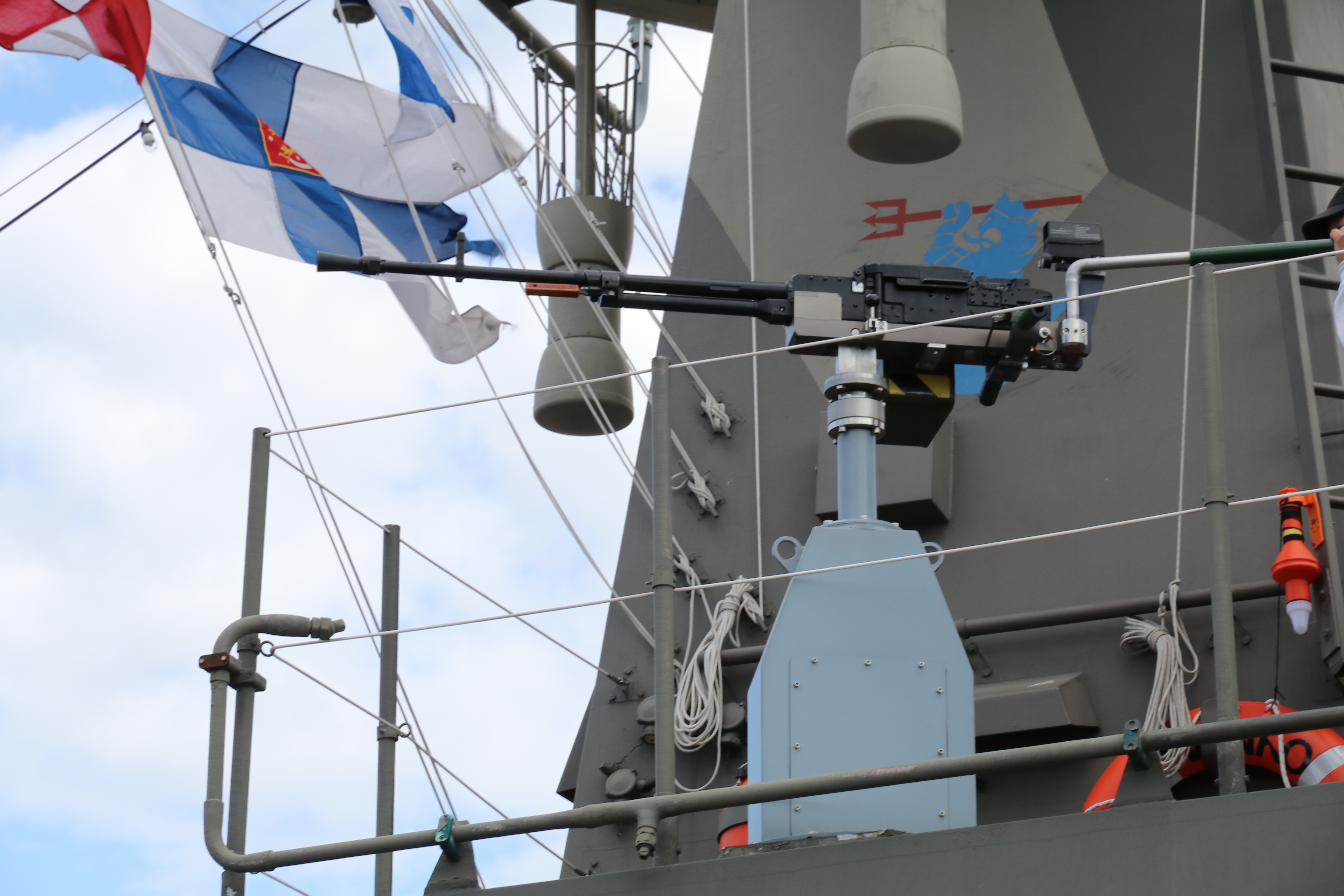
Wkm Ittk kal. 12,7 mm na pokładzie kutra.

Okręt jest kutrem rakietowym o długości całkowitej 50,8 metra (44,3 metra na konstrukcyjnej linii wodnej), szerokości całkowitej 8,3 metra i zanurzeniu 2 metry. Gładkopokładowy kadłub jednostki został wykonany ze spawanych sekcji blachy aluminiowej. Podzielony jest na siedem przedziałów wodoszczelnych: (od dziobu): I – skrajnik dziobowy, II – umywalnie, III – pomieszczenia mieszkalne załogi, IV – bojowe centrum informacyjne (BCI), V – siłownia dziobowa, VI – siłownia rufowa i VII – skrajnik rufowy z mechanizmami pędników. Masywną nadbudówkę typu stealth wykonano z kompozytów poliestrowo-szklanych wzmocnionych włóknami kevlarowymi. Zarówno kadłub, jak i nadbudówkę pokryto materiałem absorbującym i rozpraszającym fale radarowe (HPA-1), a niski poziom pola magnetycznego jest dodatkowo redukowany poprzez okrętowy system demagnetyzacyjny. Wyporność standardowa wynosi 235 ton, a pełna 270 ton. Siłownię okrętu stanowią dwa turbodoładowane 16-cylindrowe silniki wysokoprężne w układzie V MTU 16V538 TB93 o łącznej mocy 7510 KM przy 1900 obr./min, napędzające poprzez dwustopniową przekładnię redukcyjną Velmet M1HC-420 ES dwa pędniki strugowodne KaMeWa 90SII (o maksymalnym wychyleniu +/-65°). Maksymalna prędkość jednostki wynosi 32 węzły. Okręt może zabrać 88 m³ mazutu, co zapewnia zasięg wynoszący 500 Mm przy prędkości 30 węzłów. Energię elektryczną zapewniają dwa generatory prądu zmiennego 220 V Saab-Scania 11DGSJGM o mocy 295 KM każdy. Siłownią zarządza automatyczny system nadzoru CAE Valmarine, który umożliwia jej bezwachtową pracę, a kolektory wydechowe wyposażono w instalację chłodzenia spalin wodą zaburtową norweskiej firmy Mecmar AS. Autonomiczność okrętu wynosi 5 dób.
Główne uzbrojenie okrętu stanowi poczwórna wyrzutnia przeciwokrętowych pocisków rakietowych RBS-15SF3 produkcji szwedzkiej, umieszczona na śródokręciu, w tylnej części nadbudówki. Pocisk rozwija prędkość 0,8 Ma, masa głowicy bojowej wynosi 200 kg, a maksymalny zasięg sięga 100 km. Na dziobie w wieży umieszczono pojedynczą armatę uniwersalną Bofors kalibru 57 mm Mark 3 L/70. Masa naboju wynosi 2,6 kg, donośność 17 000 metrów i szybkostrzelność teoretyczna 220 strz./min. W nadbudówce zainstalowano też pionową ośmioprowadnicową wyrzutnię rakiet plot. Umkhonto-IR (o zasięgu 12 km, prędkości 2 Ma i masie głowicy bojowej 22 kg). Broń małokalibrową stanowią umieszczone na nadbudówce na wysokości masztu dwa pojedyncze stanowiska wkm Ittk (licencyjne radzieckie NSW) kal. 12,7 mm.
Broń przeciwpodwodną stanowi zrzutnia bomb głębinowych. Okręt może też przenosić do 10 min typu Merimiina 2000.
Wyposażenie radioelektroniczne obejmuje system walki EADS ANCS SQ 2000, radar dozoru ogólnego EADS TRS-3D/16ES, radar nawigacyjny Furuno, system kierowania ogniem CEROS 200, głowica optroniczna Sagem EOMS NG, system walki radioelektronicznej Thales SIEWS DR 3000, sonar kadłubowy Simrad Subdea Toadfish, sonar holowany Finnyards Sonac/PTA (z 78-metrową pasywną anteną), system IFF EADS MSSR 2000, zintegrowany system łączności ICS-2000, ostrzegacz o opromieniowaniu laserowym EADS COLDS oraz system nawigacyjny oparty na ECDIS i AIS.
Jednostka została dostosowana do biernej obrony przeciwatomowej i przeciwchemicznej. W tym celu zamontowano 50 dysz do zraszania i spłukiwania okrętu wodą morską, a pomieszczenia wewnętrzne chronione są specjalnymi uszczelkami.
Załoga okrętu składa się z 5 oficerów oraz 14-15 marynarzy.

## Służba
„Hanko” został wcielony do służby w Fińskiej Marynarce Wojennej w dniu 22 czerwca 2005 roku. Kuter otrzymał numer burtowy 82. 26 maja 2006 roku z pokładu kutra dokonano pierwszego w Finlandii odpalenia rakiety plot. Umkhonto-IR.
Wraz z bliźniaczymi kutrami „Hanko” bazuje w Upinniemi (na południe od Kirkkonummi). 4 stycznia 2018 roku Patria i Saab zawarły kontrakt na modernizację i dozbrojenie kutrów typu Hamina, warty 205 mln USD (prace mają objąć m.in. instalację systemu zwalczania okrętów podwodnych opartego na torpedach Saab NLT i nowego zintegrowanego systemu łączności TactiCall, a także modernizację systemu walki . 
Okręt nadal służy w fińskiej flocie (stan na 2019 rok) .